# Noseite

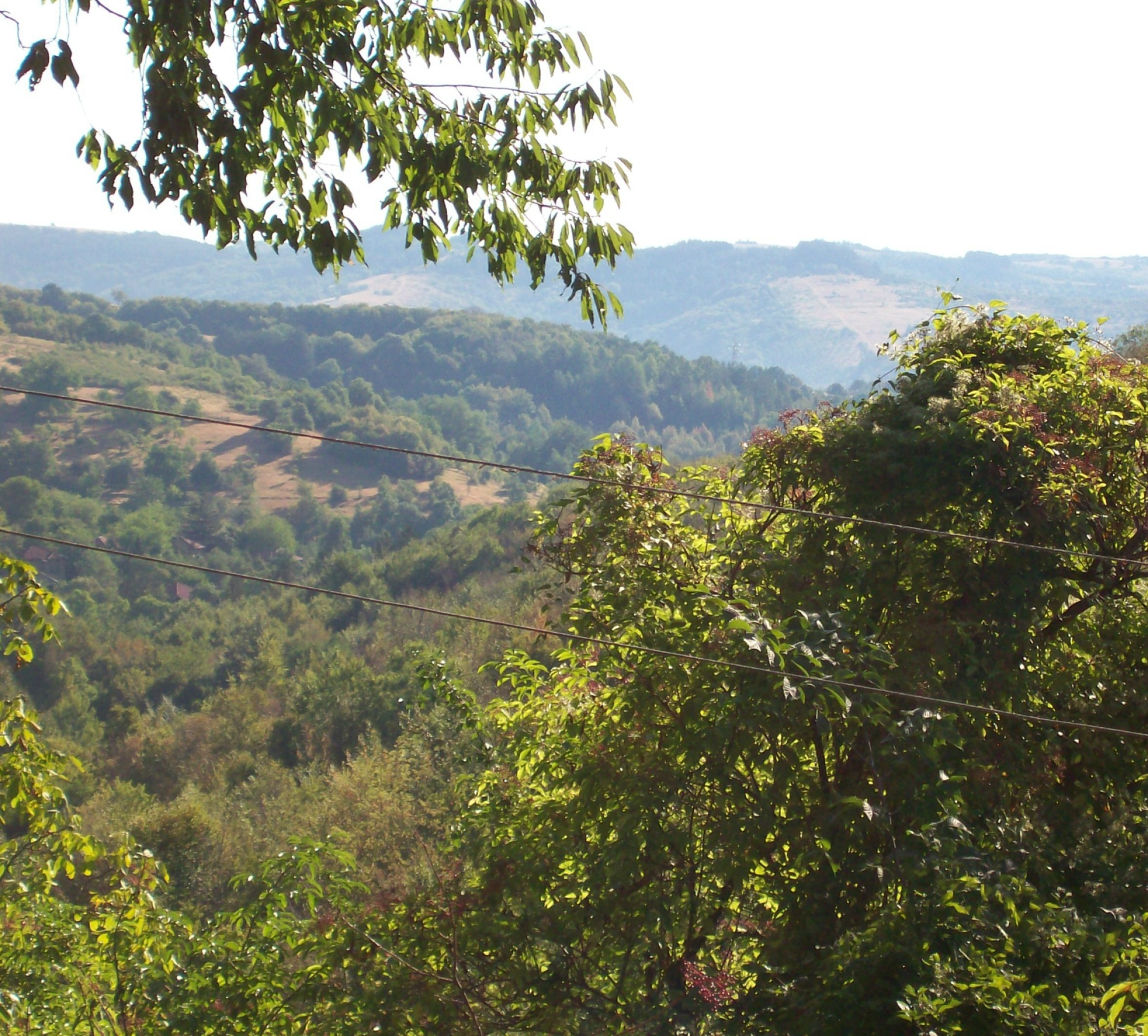
Tereny wokół Noseite

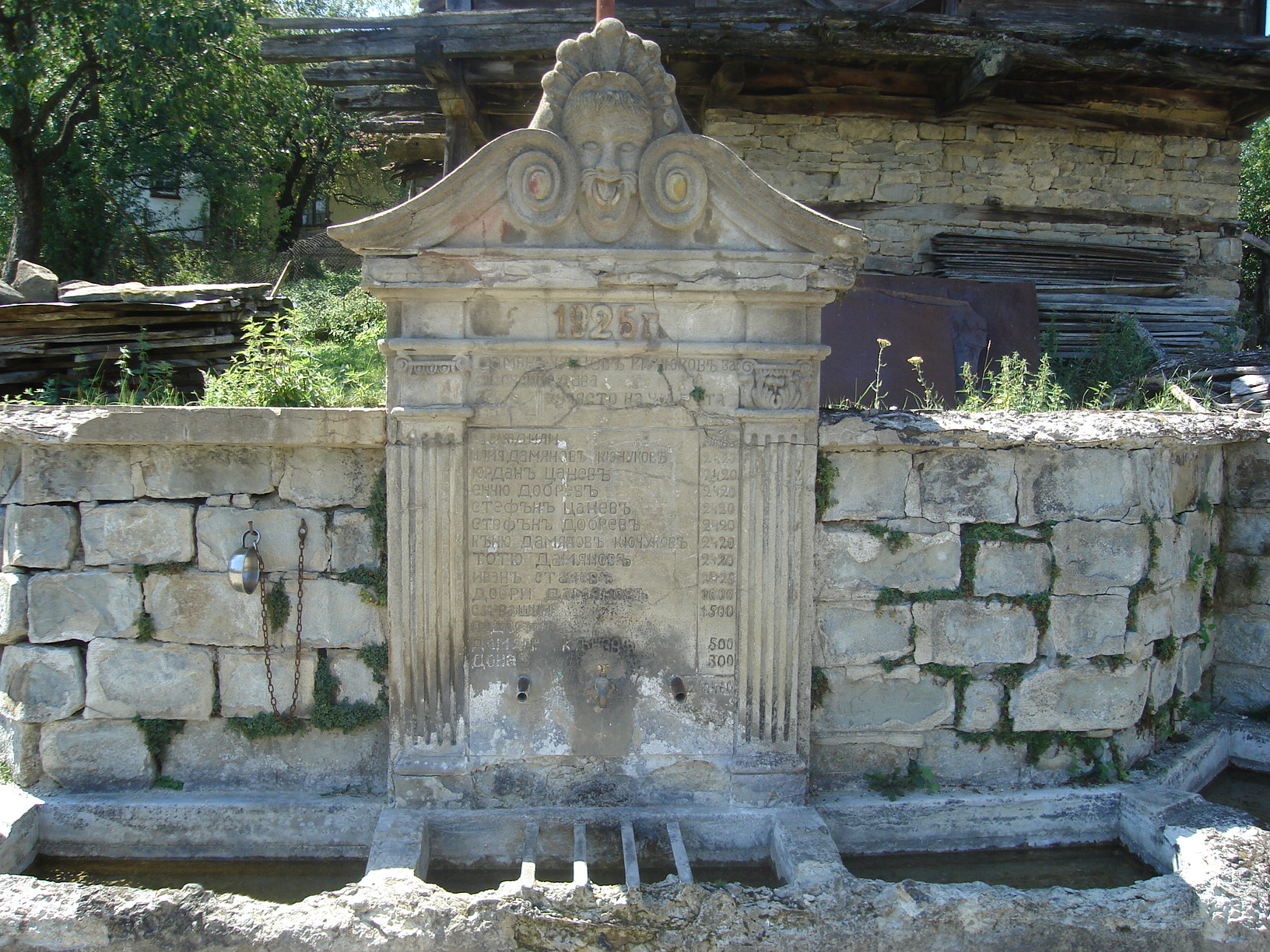
Źródło

Noseite (bułg. Носеите, albo Nosei, Nosej) – wieś w środkowej Bułgarii, w obwodzie Gabrowo, w gminie Trjawna. Według danych Narodowego Instytutu Statystycznego, 31 grudnia 2017 roku wieś zamieszkiwał jeden mieszkaniec.

## Położenie
Miejscowość znajduje się w Trewenskiej płaninie, niedaleko rzeki Enczewskiej. W pobliżu Noseite znajduje się szczyt Mychczenica (1042 m n.p.m.)

## Historia
Nazwa Noseite według Todora Nejkowa wywodzi się od słowa nosja (нося), czyli nosić, ponieważ pierwsi osadnicy dużo nosili, również w znaczeniu okrążali, objeżdżali tereny, aby znaleźć się w tym miejscu. Pierwszymi osadnikami byli bracia Kolu i Stojan, którzy opuścili osadę Zeleno dyrwo – splądrowaną i spaloną przez Turków.
Noseite w 1901 roku liczyło 14 domów. Na początku XX wieku tutejsi mężczyźni głównie pracowali w kopalniach węgla koksującego niedaleko Płaczkowci lub zajmowali się rolnictwem.
W latach 1899–1934 wieś znajdowała się w gminie Enczowci. W 1995 roku Noseite zyskało status wsi.

## Zabytki
Według rejestru na listę zabytków wpisane jest źródełko, noszące nazwiska darczyńców